# Jeffrey Obrow
Jeffrey Obrow és un director de cinema nord-americà i professor a la USC School of Cinematic Arts. També ha produït molts vídeos musicals amb Propaganda Films.
El primer projecte d'Obrow, The Dorm That Dripped Blood, estava poc finançat, però a través d'aquest baix pressupost va sorgir per accident un nou tipus de pel·lícula de terror (soterranis il·luminats amb flaix).

## Filmografia
- The Dorm That Dripped Blood (1982)
- The Power (1984)
- The Kindred (1987)
- Els servents del crepuscle (1991)
- Bram Stoker's Legend of the Mummy (1997)
- They Are Among Us (2004)